# Wilhelm Florin
Wilhelm Florin (* 16. März 1894 in Köln-Poll; † 5. Juli 1944 in Moskau) war ein deutscher Politiker (KPD) und Widerstandskämpfer gegen den Nationalsozialismus.

## Leben
Der gelernte Nieter Florin stammte aus einer katholischen Arbeiterfamilie und engagierte sich zunächst im Katholischen Jungmännerverein, ehe er sich 1913 dem freigewerkschaftlichen Deutschen Metallarbeiterverband und der sozialistischen Jugendbewegung anschloss. Er wurde 1914 zur Infanterie in den Ersten Weltkrieg eingezogen. Als Kriegsgegner trat er 1917 der neu gegründeten USPD bei; dafür wurde Florin zeitweise in eine Strafeinheit abkommandiert. Mit dem linken USPD-Flügel schloss er sich Ende 1920 der KPD an und war bis 1923 als ehrenamtlicher Funktionär und Betriebsrat aktiv. 1923 wurde Florin auf Veranlassung von Eugen Eppstein Orgleiter (Leiter der Abteilung Organisation und Propaganda) des KPD-Bezirks Mittelrhein, bis er Ende des Jahres von den französischen Behörden aus dem Rheinland ausgewiesen wurde. Er setzte seine politische Arbeit illegal fort.
1924 wurde Florin in das Zentralkomitee der KPD gewählt, im Mai des gleichen Jahres wurde er auch Mitglied des Reichstages, dem er bis zur Aufhebung der Reichstagsmandate durch Hitler am 8. März 1933 angehörte. Gleichzeitig fungierte er zeitweise als Polleiter (Leiter der Abteilung Politik) in den Bezirken Thüringen und Oberschlesien. Bei der Absetzung von Fischer und Maslow von der Parteiführung nach einer Intervention Stalins stand Florin auf der Seite des neuen Vorsitzenden Ernst Thälmann und reorganisierte ab 1925 den durch fraktionelle Auseinandersetzung zerrütteten Parteibezirk Ruhr, welchem er bis 1932 vorstand und den er auf stalinistische Linie brachte. Die KPD-Presse bezeichnete in dieser Zeit Florin, welcher auch 1927 wieder in das ZK und 1929 ins Politbüro gewählt worden war, als „Führer des Ruhrproletariats“. 1932 löste Florin Walter Ulbricht als Polleiter im Bezirk Berlin-Brandenburg ab.
Nach der Machtübernahme der NSDAP im Januar 1933 nahm Florin am 7. Februar 1933 an der illegalen Tagung des ZK der KPD im Sporthaus Ziegenhals bei Berlin teil.
Nach dem Reichstagsbrand tauchte Florin zunächst unter und emigrierte über Paris in die Sowjetunion. In Paris unterzeichnete er 1936 den Aufruf zur antifaschistischen Volksfront des Lutetia-Kreises. Bei den parteiinternen Auseinandersetzungen über die Volksfrontpolitik gehörte Florin zunächst mit Hermann Schubert, Franz Dahlem und Fritz Schulte zu den „linken“ Kritikern der neuen Parteilinie, schwenkte aber schnell auf die Position von Wilhelm Pieck und Ulbricht um. Auf dem Kongress der Komintern 1935 wurde Florin auch Mitglied des Exekutivkomitees der Kommunistischen Internationale (EKKI) und der Internationalen Kontrollkommission der Komintern; beiden Gremien gehörte er bis zur Komintern-Auflösung 1943 an. Florin wirkte außerdem als Sprecher beim vom Moskau aus operierenden Deutschen Volkssender. Von 1943 bis zu seinem Tode engagierte sich Florin als Gründungsmitglied auch im Nationalkomitee Freies Deutschland.

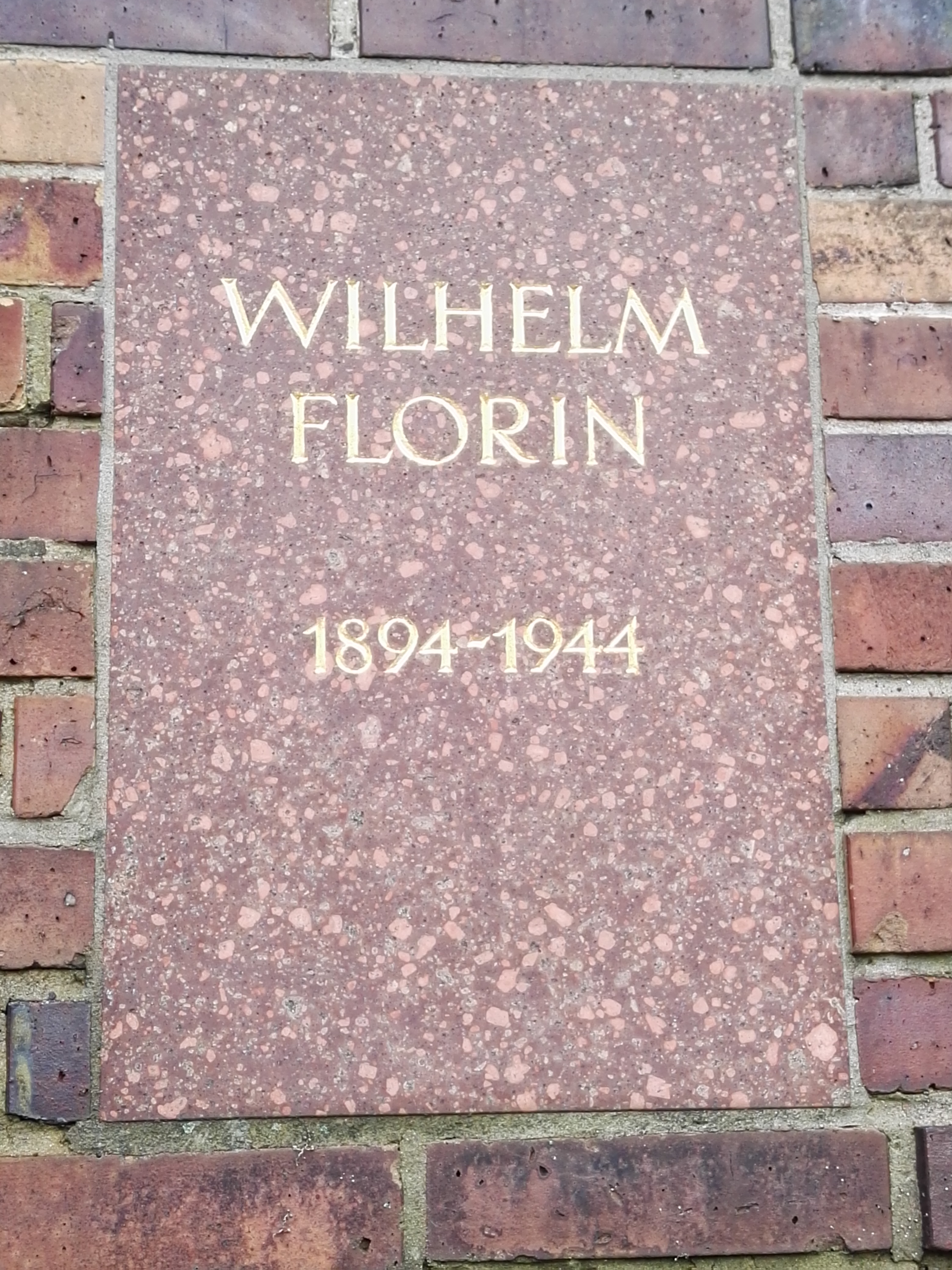
Grabstätte

Florin starb an den Folgen einer kurzen schweren Krankheit und wurde 1944 zunächst auf dem Nowodewitschi-Friedhof in Moskau bestattet, seine Urne aber 1955 nach Berlin überführt und in der Gedenkstätte der Sozialisten auf dem Zentralfriedhof Friedrichsfelde beigesetzt.

## Familie
Seine Frau Therese Florin, geborene Althammer, war langjährige stellvertretende Vorsitzende des DFD, sein Sohn Peter Florin war ein DDR-Diplomat.

## Ehrungen
In der DDR wurde eine Kaserne der NVA (in Rostock, heute Hanse-Kaserne), das Stahl- und Walzwerk in Hennigsdorf, eine Straße im Berliner Stadtteil Prenzlauer Berg (heute Lilli-Henoch-Straße), eine Straße (seit 1991 Kötzschenbrodaer Straße) in Coswig und eine Oberschule, sowie eine Straße (seit 1997 Hoepnerstraße) im Leipziger Stadtteil Gohlis nach ihm benannt. Die Deutsche Post der DDR gab 1974 zu seinen Ehren eine Sondermarke in der Serie Persönlichkeiten der deutschen Arbeiterbewegung heraus.

## Werke
- Fragen unserer Einheitsfrontpolitik. In: Die Internationale. Zeitschrift für Praxis und Theorie des Marxismus. Begründet von Rosa Luxemburg und Franz Mehring. Hrsg. vom Zentralkomitee der Kommunistischen Partei. 15. Jg. Heft 7–8. August 1932. Berlin 1932.
- Ergebnisse und Aussichten des sozialistischen Aufstiegs in der Sowjetunion. Auszug aus der Rede auf der Reichsparteiarbeiterkonferenz der KPD, 15.bis 18. Oktober 1932. Kommunistische Partei Deutschlands (Ernst Schneller), Berlin (1932)
- Wilhelm Pieck. Ein Kämpferleben im Dienste der Arbeiterklasse. Mit Beiträgen von Wilhelm Florin, Johannes R. Becher. Verlags Genossenschaft Ausländischer Arbeiter in der UdSSR,  Moskau 1936.
- Wie stürzen wir Hitler. Der Weg zur Einheitsfront und zur antifaschistischen Volksfront in Deutschland. Rede und Schlußwort auf der Brüsseler Konferenz der Kommunistischen Partei Deutschlands Oktober 1935. Verlagsgenossenschaft Ausländischer Arbeiter in der UdSSR, Moskau 1936.
- Der Fluch von Nürnberg. Hitlers Kriegsrat gegen Freiheit und Frieden. Mit Beiträgen von Wilhelm Pieck, Wilhelm Florin, Peter Wieden. Editions Promethee, Strasbour 1937.
- Warum führt Hitler Krieg gegen die Sowjetunion? Ein Vortrag vor deutschen Kriegsgefangenen. Verlag für Fremdsprachige Literatur, Moskau 1942.
- Gegen den Faschismus. Reden und Aufsätze. Mit einem biographischen Abriß von Siegfried Ittershagen. Dietz Verlag, Berlin 1986, ISBN 3-320-00648-7
- Nationalsozialismus. Ein Beitrag in: Die große sowjetische Enzyklopädie, Band 41, S. 364, Moskau 1938.